# Kala lagaw ya
Kala lagaw ya je tradiční domorodý jazyk Ostrovanů z Torresova průlivu, což jsou domorodci blízcí Papuáncům a Aboridžincům, kteří žijí na ostrovech v Torresově průlivu (mezi Queenslandem a Novou Guineou). Na mnoha ostrovech byl nahrazen kreolštinou Torresovy úžiny.
Před evropskou kolonizací jazyk kala lagaw ya sloužil jako lingua franca v oblastech Austrálie a Nové Guiney v blízkosti Torresova průlivu a jazykem mluvili i někteří Aboridžinci a Papuánci. Vznikla také zjednodušená forma a pidžin vycházející z tohoto jazyka.

## Klasifikace
Kala lagaw ya se obvykle řadí do jazykové rodiny pama-nyunganských jazyků, což je velká jazyková rodina zahrnující většinu domorodých jazyků Aboridžinců. Jazyk kala lagaw ya byl ale silně ovlivněn i některými jazyky ze skupiny papuánských jazyků a také austronéskými jazyky.
Jazyk urradhi, nejbližší pama-nyunganský má s jazykem kala lagaw ya společnou jen okolo 5 % slovní zásoby, zatímco s papuánským jazykem meriam je to okolo 40 %. Proto se také tento jazyk řadí do jedné z rodin papuánských jazyků.